# Por Mim
Por mim é o 9º álbum de estúdio do cantor brasileiro Marcelo Nascimento, lançado em 2007 pela Line Records.
Por meio desse álbum, o cantor foi indicado ao Troféu Talento 2008 na categoria Cantor do ano.

## Faixas
1. A vitória é minha (Marcelo Nascimento)
2. O único que faz acontecer (Marcelo Nascimento)
3. É pra Ele o meu viver (Marcelo Nascimento)
4. Volta correndo (Marcelo Nascimento)
5. Teu encontro (Marcelo Nascimento)
6. Por mim (Marcelo Nascimento)
7. Renova as nossas vidas (Marcelo Nascimento)
8. A vitória é tua (Marcelo Nascimento)
9. Só vence quem lutar (Marcelo Nascimento)
10. Não chores mais (Marcelo Nascimento)
11. Somos um (Marcelo Nascimento)
12. Paz real (Marcelo Nascimento / Marquinhos Nascimento)
13. Vem tocar em mim (Marcelo Nascimento)
14. Só mesmo por amor (Marcelo Nascimento)

## Ficha Técnica
- Produtor fonográfico: Line Records
- Produção musical e arranjos: Marcelo Nascimento
- Gravado no Studio Ric Lunas (RJ)
- Técnico de gravação: Ric Lunnas e Felipe Cuba
- Mixagem: Marcelo Nascimento, Ric Lunnas e Felipe Cuba
- Gravações de violões, guitarras, solos de guitarras e pianos: Kotzen Studios
- Masterização: Ric Lunnas
- Fotos: Alex Mendes
- Projeto gráfico: Memoria visual Alex Mendes

Músicos participantes
- Bateria: Renan Penedo
- Teclado: Fábio Santa Cruz
- Cordas: Tutuca Borba
- Baixo: Charles Martins
- Guitarra e violão: André Cvalcante
- Percussão: Ubiratan Silva e Vanderlei Silva
- Violão solo: Eraldo Taylor
- Coro: Marquinhos Nascimento, Ruth Nascimento, Rômulo Nascimento e Wilian Nascimento